# Nyctemera oroya
Nyctemera oroya là một loài bướm đêm thuộc phân họ Arctiinae, họ Erebidae.